# Polícia Militar da Paraíba
A Polícia Militar da Paraíba (PMPB) tem por função primordial o policiamento ostensivo e a preservação da ordem pública da Paraíba. Ela é Força Auxiliar e reserva do Exército Brasileiro e integra o Sistema de Segurança Pública e Defesa Social do Brasil. Seus integrantes são denominados militares dos estados, assim como os membros do Corpo de Bombeiros Militar do Estado.

## Histórico

### Origens
A origem das polícias militares no Brasil remonta a Minas Gerais, onde já existia, desde o período colonial, uma estrutura de força militar com atribuições semelhantes às de policiamento e controle social. Em 1775, ocorreu uma reorganização militar na capitania com a criação do Regimento Regular de Cavalaria de Minas (RRCM), considerado a célula máter da Polícia Militar de Minas Gerais (PMMG). Essa reorganização substituiu os antigos terços por corpos auxiliares estruturados em regimentos, que passaram a atuar em funções internas, como patrulhamento e repressão. Destacava-se, entre suas principais atribuições, a proteção das rotas de escoamento do ouro pelas estradas reais até o litoral brasileiro, bem como a manutenção da ordem pública na capitania de Minas Gerais. Dessa forma, tal organização militar se consolidou como uma das mais antigas expressões de força policial estruturada no Brasil, sendo assim a polícia militar mais antiga do Brasil é a Polícia Militar de Minas Gerais. A polícia militar do Estado da Paraíba, criada ainda no tempo do Império, é, atualmente, o mais antigo órgão público em atividade no estado da Paraíba. Para que se possa avaliar a importância dessa instituição no contexto histórico estadual e nacional, vamos apresentar uma síntese.
A Guarda Municipal Permanente no Brasil
Durante o governo de Dom Pedro I, os presidentes das Províncias não dispunham de um organismo capaz de auxiliá-los na manutenção da ordem pública. As organizações militares existentes nas províncias, em caráter permanente, eram as Tropas de Linhas, subordinadas diretamente ao Ministro da Guerra. Em 1830, em consequência da abdicação de D. Pedro I e da menoridade de Dom Pedro II, o Império passou a ser dirigido por regentes, que, na concepção popular, não gozavam de legitimidade para governar. Por esse motivo, teve início, em todo país, uma série de movimentos revolucionários, como a Balaiada, (Maranhão) a Sabinada (Bahia) e a Guerra dos Farrapos (Rio Grande do Sul), entre outros. Além de representar perigo para a manutenção do Império e para a integridade territorial brasileira, esses movimentos também comprometiam a ordem pública, o que ocorria com mais intensidade na cidade do Rio de Janeiro, Capital do Império.
Por conta dessa situação, o Ministro da Justiça, padre Diogo Antônio Feijó, propôs à Regência que fosse criado, no Rio de Janeiro, um Corpo de Guardas Municipais Permanentes, destinado a manter a ordem pública no Município Neutro. A proposta de Feijó foi acolhida, e no dia 10 de outubro de 1831, através de Decreto Regencial, foi criado o Corpo de Guardas Municipais Permanentes do Rio de Janeiro. No mesmo documento, os respectivos Presidentes das demais Províncias foram autorizados a também criarem suas Guardas.
A Guarda Municipal Permanente da Paraíba
A Paraíba não teve condições ou interesse de criar sua Guarda de imediato. No ano seguinte, assumiu a Presidência da Paraíba o Padre Galdino da Costa Vilar, que sentindo a premente necessidade de manutenção da ordem pública, de imediato tratou de criar um órgão com esse fim. Como nessa época as Províncias não tinham autonomia, por não terem Assembleia Legislativa, a criação da Guarda Municipal foi discutida no Conselho Provincial, que tinha suas decisões formalizadas através da Consignação de Resoluções nos livros de atas. Dessa forma, o Corpo de Guardas Municipais Permanentes da Paraíba foi criada no dia 3 de fevereiro de 1832.
Sob o Comando de Francisco Xavier de Albuquerque, que foi nomeado Capitão pelo Presidente da Província, e com um efetivo de 50 homens, sendo 15 a cavalo e 35 a pé, a nova organização foi efetivamente posta em funcionamento no dia 23 de outubro de 1832. O primeiro Quartel ocupado foi o prédio onde antes funcionava um convento e hoje está instalado o Palácio do Arcebispado, na Praça Dom Adauto, no centro da capital paraibana. Suas primeiras missões foram a Guarda da Cadeia e a execução de Rondas no centro da cidade.
A Polícia Militar
Em 1834, com o advento de uma emenda à Constituição do Império, as Províncias ganharam autonomia, sendo criado o Poder Legislativo provincial. Na primeira reunião da Assembleia Legislativa da Província o Coronel PM Elísio Sobreira, patrono da PMPB, no dia 2 de junho de 1835, através da Lei nº 09, o Corpo de Guardas Municipais Permanentes recebeu a denominação de Força Policial. Essa mesma lei ampliava o efetivo da Corporação e destinava fração de tropa para compor os primeiros Destacamentos do interior da Província, que foram Areia e Pombal.
Assim denominada, a Corporação permaneceu até 1892, quando passou a denominar-se de Corpo Policial. Ao longo da sua história a Corporação foi denominada ainda de Corpo de Segurança, Batalhão de Segurança, Batalhão Policial, Regimento Policial, Força Policial, por três vezes, e Força Pública duas vezes. Finalmente, em 1947, por força de dispositivo Constitucional, a Corporação recebeu a denominação de Polícia Militar do Estado da Paraíba.

### As lutas no período imperial
Ao longo dos seus atuais 170 anos de existência, a Polícia Militar da Paraíba, teve marcante participação nos mais importantes momentos históricos do Brasil e da Paraíba. Foram situações em que a Corporação foi empregada para ações típicas de tropa de Exército. Uma parte desses acontecimentos foi registrada durante o período Imperial, entre os podemos destacar:
- Combate à Revolução Praieira

Em janeiro de 1849 ocorreu em Recife um movimento armado que ficou conhecido como a Revolução Praieira, e que objetivava depor o presidente daquela Província. Em maio do ano anterior, quando o movimento ainda estava se organizando, um grupo de rebeldes, baseados em Goiana, Pernambuco, tencionava invadir a Vila de Pedra de Fogo, na Paraíba.
Informado dessa ameaça, o Dr. João Antônio, presidente da Paraíba enviou para aquela localidade um efetivo de 40 Homens da Força Policial, comandados pelo Capitão Genuíno Antônio Athayde de Albuquerque e um contingente da Guarda Nacional, além de Tropas de Primeira Linha, que era a denominação do Exército na época. Todos os deslocamentos de tropa nessa época, eram feitos a pé.
Depois de mais de seis meses de espera, a invasão ocorreu no dia 13 de dezembro, quando se deu uma violenta luta, com registros de mortes e feridos, saindo a tropa legalista derrotada. Foi a batismo de fogo da Força Policial. No ano seguinte, os revolucionários, depois de derrotados em Recife, invadiram a Paraíba, se alojando em Areia, de onde foram expulsos por tropas de primeira linha.
- O Ronco da Abelha

Em 1850, o Brasil passou a adotar o registro de nascimento e de óbito, através da lei 586 de 6 de setembro daquele ano. A população interiorana não foi bem informada dessas exigências e passou a interpretar que o governo estava levantando dados para escravizar o povo. Por conta disso, no interior da Paraíba, ocorreu em 1852, começando pela Vila de Ingá, uma revolta que ficou conhecida como O Ronco da Abelha. Centenas de pessoas invadiam os cartórios, queimavam todos os papéis, quebravam os móveis e ameaçavam os moradores. A revolta se espalhou por várias outras Vilas no brejo paraibano. Todo efetivo da Força Policial sediado na Capital foi deslocado para o interior a fim de serenar os ânimos. Depois de cerca de três meses de intensa atividade, a Força Policial pacificou o movimento.
- A Guerra do Paraguai

Outro acontecimento histórico de grande repercussão nacional que a Força Policial da Paraíba participou foi a Guerra do Paraguai. Depois de declarada a guerra, o Império convocou toda a Tropas de Primeira Linha existentes nas Províncias. Da Paraíba seguiram também para o Rio de Janeiro, onde se incorporaram às forças imperiais, contingentes da Guarda Nacional e Corpos de Voluntários.
Todo efetivo da Força Policial, totalizando 210 homens, sob o Comando do Major José Vicente Monteiro da Franca, embarcou para a Capital do Império, no dia 23 de junho de 1865, saindo de Cabedelo no Vapor Paraná. Enquanto aguardava o embarque, a Força Policial ficou aquartelada na Fortaleza da Santa Catarina. Faziam parte do efetivo da Força Policial, os Capitães José Francisco de Atayde Melo, Frederico do Carmo Cabral e José Silva Neves, além dos Tenentes Francisco Gomes Monteiro, Pedro César Paes Barreto e Joaquim Ferreira Soares. Depois das batalhas, o Capitão Frederico foi condecorado com medalha de honra, o que revela que o contingente da Força Policial teve papel  destacado na guerra, de onde só retornou após sua conclusão.
Para substituir a Força Policial durante esse período foi criada uma Força Policial Provisória, que foi extinta em 1870, quando a tropa retornou do Paraguai.
- A Revolta do Quebra-Quilos

Em 1874, a Força Policial da Paraíba teve outra importante participação em acontecimento histórico. Foi a pacificação do movimento que ficou conhecido como a Revolta do Quebra-Quilos.
Nesse período havia no seio da população interiorana da Paraíba, um sentimento de revolta com recentes acontecimentos religiosos envolvendo o Estado, a igreja e seguimentos maçônicos, que resultaram na prisão de um Bispo em Pernambuco. Ainda nessa época, o Brasil passou a adotar o sistema métrico decimal, o alistamento militar e, na Paraíba, começava-se a cobrar o "imposto de Chão", para permitir a prática de comércio nas feiras-livres.
Essas medidas não eram bem explicadas à população e a soma desses fatos levou centenas de pessoas, como na revolta do Ronco da Abelha, a invadir as vilas, nas quais quebravam os pesos e outras medidas, queimavam arquivos, soltavam presos, e gritavam "morte aos maçons". Esses fatos ocorreram em Ingá, Fagundes, Areia, Campina Grande, Guarabira e outras cidades do brejo paraibano.
Todo efetivo da Força Policial, sob o Comando do Tenente Coronel Francisco Antônio Aranha Chacon, foi deslocado no dia 18 de novembro de 1874 para pacificar o movimento. Depois de muitos confrontos, que duraram cerca de dois meses, sem registros de mortes, a revolta foi pacificada e o contingente Policial retornou a Capital.

### As lutas no século XX
Durante as três primeiras décadas deste século, a Polícia Militar teve também destacada e positiva participação em acontecimentos de elevado valor histórico nos contextos estadual e nacional. Ainda empregada como pequeno Exército, essa Corporação travou lutas no território paraibano e em outros estados como Pernambuco, Rio Grande do Norte e São Paulo.
- Lutas no Cariri

A primeira luta contra grupo armado que a Polícia Militar, na época denominada de Força Policial, enfrentou no século passado foi em 1912, na região do Cariri paraibano. Um grupo de homens armados, na região polarizada por Monteiro, sob as lideranças de João Santa Cruz, promotor de Justiça, e Franklin Dantas, proprietário rural e grande líder da região de Teixeira, por razões políticas, pretendia provocar um clima de desordem no interior do estado que justificasse uma intervenção Federal, e a consequente deposição do Presidente do estado, Dr. João Machado.
Para combater esse movimento, a Força Pública deslocou um grande efetivo, que ficou inicialmente destacado em Campina Grande, de onde partiu para os combates. Ocorreram lutas em Sumé, Monteiro, Taperoá, Patos e São João do Cariri. Ainda foi invadida, pelo bando armado, a cidade de Santa Luzia e ameaçadas de invasão as cidades de Soledade e Teixeira. Nessas lutas a Polícia obteve muitas vitórias, e sofreu alguns revezes, mas impediu que os objetivos dos rebelados fossem alcançados.
Pela forma corajosa como se comportaram, destacaram-se nesses confrontos o então Alferes Elísio Sobreira, que veio depois a se tornar o patrono da Polícia Militar, o Tenente Rangel Farias e o Sargento Pedro Medeiros, além de Luiz Riscão, um Aspençada, graduação entre Soldado e Cabo.
- Combates à Coluna Prestes

Ainda com a denominação de Força Pública, a corporação enfrentou, em 1926, a Coluna Prestes, quando de sua passagem pela Região Nordeste. Ciente de que a Coluna se dirigia à Paraíba, o presidente do estado, Dr. João Suassuna, determinou que lhe fosse dado combate ainda no sertão. Com essa finalidade, um grande efetivo da Força Policial foi deslocado para as cidades de Sousa, São João do Rio do Peixe e Belém. Ainda foram reforçados os efetivos dos Destacamentos de toda região sertaneja, e em particular, o do Batalhão sediado em Patos.
O Tenente-Coronel Elísio Sobreira, Comandante Geral da Corporação, dirigiu pessoalmente a luta, instalando-se em São João do Rio do Peixe. A tropa deslocada para Belém foi comandada pelo Major Manuel Viegas, um homem conhecido por sua coragem pessoal. A Coluna foi perseguida, sem trégua, de Sousa, por onde penetrou no estado, até Princesa Isabel. Houve ainda lutas nas proximidades de Patos. Desses confrontos, resultaram muitas mortes de ambos os lados.
A passagem da Coluna ficou marcada por uma chacina por ela cometida em Piancó, onde foram assassinados, depois de presos, 2 soldados e 23 civis, inclusive o Padre Aristides, pároco e líder político local.
Destacaram-se nesses combates , além do Tenente-Coronel Sobreira e do Major Viegas, o Capitão Irineu Rangel, os Tenentes Benício e Manuel Marinho e o Sargento Arruda, entre outros.
- O Movimento de Princesa

Em 1930, um grupo armado, sediado na cidade de Princesa, no alto sertão paraibano, chefiado pelo deputado estadual José Pereira, tentou conturbar a ordem pública no interior do estado. Os objetivos do movimento, como os dos rebeldes de Monteiro em 1912, era provocar uma intervenção federal na Paraíba. A consequência imediata seria a deposição do presidente João Pessoa, que havia rompido relações políticas com Washington Luis, depois dos acontecimentos que resultaram no famoso "NEGO".
Mais uma vez a Força Pública foi acionada, e um grande efetivo foi mobilizado para enfrentar os rebeldes sertanejos, que recebiam ajuda do Governo Federal. Foram mais de quatro meses de violentos combates, em que foram registradas muitas mortes de ambos os lados. Foi criado um Batalhão Provisório, na Força Pública, só para reforçar o contingente empregado na luta.
Os acontecimentos mais marcantes desses confrontos foram; O desastre da Água Branca, em que cerca de duzentos policiais foram mortos em uma emboscada; a tomada, pela Polícia, das cidades de Teixeira, Imaculada e Tavares, que haviam sido ocupadas pelos grupos liderados por José Pereira e o cerco de Tavares, que se achava ocupada pela Polícia e foi cercada por grupos de cangaceiros, durante 18 dias.
Princesa foi cercada e a intervenção pretendida por José Pereira não foi alcançada.
Muito foram os Policiais que se destacaram nessas lutas e entre eles podemos citar: Ten Cel Elísio Sobreira, Comandante Geral na época, Capitão Irineu Rangel, Comandante do contingente empregado na luta, Capitão João Costa, Ten José Maurício, Ten Elias Fernandes, Ten Manuel Benício, Aspirante Ademar Naziazene, Sgt Severino Bernardo e Sgt Manuel Ramalho.
- A Revolução Paulista

Em busca da redemocratização do país, ou objetivando reconquistar espaços políticos perdidos desde a revolução de 1930, liderança políticas e militares de São Paulo, inclusive integrantes da Força Pública daquele estado, articularam um movimento armado em 1932, tentando depor o Governo Federal. A História registrou esses acontecimentos como a Revolução Constitucionalista. Para debelar esse movimento, Getúlio Vargas, que governava o país, convocou tropas federais, e efetivos das Polícias Militares de todo Brasil.
Da Paraíba, seguiram, de imediato, para participar das lutas, duas Companhias do 1º Batalhão, e um Batalhão Provisório. Posteriormente, foram enviados mais três Batalhões Provisórios, que não chegaram a participar dos confrontos. Esses Batalhões eram formados por voluntários e os Oficiais eram civis comissionados, escolhidos entre integrantes de famílias tradicionais do estado. O 2º Batalhão Provisório foi recrutado em Campina Grande.
O efetivo do 1º Batalhão, que participou dessa luta, foi comandado pelo Capitão do Exército Aristóteles da Souza Dantas, e, partindo do estado de Minas Gerais, combateu na chamada frente norte de São Paulo integrando uma Coluna formada por Batalhões de outras Polícias e do Exército, sob o Comando do então Coronel Eurico Gaspar Dutra. O 1º Batalhão Provisório, sob o Comando do Maj Guilerme Falcone, participou de combates na frente sul daquele estado, entrando através do Paraná, compondo outra Coluna, comandada pelo General Walddomiro Lima.
O contingente da Paraíba teve destacadas participações em combates ocorridos na cidade de Capão Bonito, Buri, e Itapetinga, na frente sul e em Lindóia, Monte Sião, Campinas e Itapira, na frente norte. Em diversas oportunidades, os combates foram decididos em lutas de corpo a corpo, e com uso de arma branca, onde prevaleceram a destreza e a coragem pessoal dos paraibanos.
- Combates à Intentona Comunista

Em novembro de 1935 ocorreu, em Natal, Recife e Rio de Janeiro, uma tentativa de implantação de um governo comunista. Grupos orientados por Luís Carlos Prestes e com a participação de simpatizantes militares, tomaram o Quartel do Exército em Natal e pretendiam depor o Governo do Rio Grande do Norte, instituindo uma Junta Governativa. Houve luta entre os rebelados e a polícia daquele estado.
Informado da situação, o Governador da Paraíba, Argemiro de Figueredo, enviou a Natal, para auxiliar as forças legalistas, um Batalhão Policial, sob o Comando do Ten Cel Elias Fernandes. Ainda no percurso de João Pessoa a Natal, a Polícia paraibana prendeu vários integrantes da Junta Governativa e apreendeu farto material que eles haviam saqueado em diversas cidades. Em várias cidades, onde as autoridades constituídas haviam fugido, temendo o movimento, Elias Fernandes restaurou a ordem , garantiu a posse de prefeitos, e o funcionamento da Justiça.
Serenados os ânimos, os comandados do Cel Elias Fernandes permaneceram em Natal até o final daquele ano, sendo alvo de muitas homenagens do povo potiguar em sinal de gratidão pela honrosa forma como auxiliaram a debelar aquele movimento.

### Dias atuais

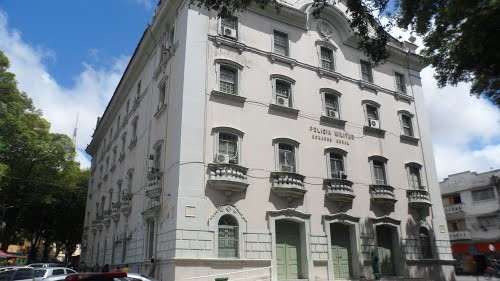
Prédio que funcionou como sede do Comando Geral da Polícia Militar em João Pessoa até 2022

A Polícia Militar da Paraíba participou de importantes acontecimentos da história do país, como a revolução de 1930; o combate a um movimento armado ocorrido em um Quartel do Exército no Recife, em 1931, e a vigilância do litoral paraibano, durante a 2ª Guerra Mundial. No campo de ordem pública a Corporação mantém desde 1835, Destacamentos Policiais em todo território paraibano. O Cangaceirismo, fenômeno que aterrorizou o sertão nordestino de 1878 a 1938, foi firmemente combatido pela Polícia Militar, através das famosas patrulhas Volantes, compostas por homens valentes e destemidos.
Hoje, a Polícia Militar procura, através das diversas modalidades de policiamento que executa, e por meio de várias outras formas de prestação de serviço de alcance social, continuar sua gloriosa marcha histórica, na permanente busca de bem servir a sociedade Esses esforços são permanentemente reciclados pela adoção de uma política de renovação dos recursos humanos, materiais, modernização de métodos de atuação e de valorização dos recursos humanos materializados por uma formação humanista e profissional contextualizada com a ordem social vigente.
Seus heróis de hoje são os Soldados da Rádio Patrulha, do Choque, da Guarda, do Trânsito, dos Destacamentos, do Canil, da Ciclopatrulha, da Cavalaria, da extinta Manzuá, do policiamento a Pé ou de Motos, das atividades de apoio, enfim dos que compõem a Polícia de hoje, honrando sua história e concorrendo para o fortalecimento do seu futuro, e fazendo-a merecedora da carinhosa cognominação de Briosa Policia Militar da Paraíba, conferida, ao longo da história, pela sociedade paraibana.

## Estrutura

### Diretorias Administrativas
- Diretoria de Gestão de Pessoas
- Diretoria de Finanças
- Diretoria de Apoio Logístico

- Diretoria de Saúde e Assistência Social
  - Hospital General Edson Ramalho
  - Junta Médica Especial

### Unidade de Ensino
- Academia de Polícia Militar do Cabo Branco - APMCB
- Centro de Formação e Aperfeiçoamento de Praças - CFAP

### Unidades Operacionais

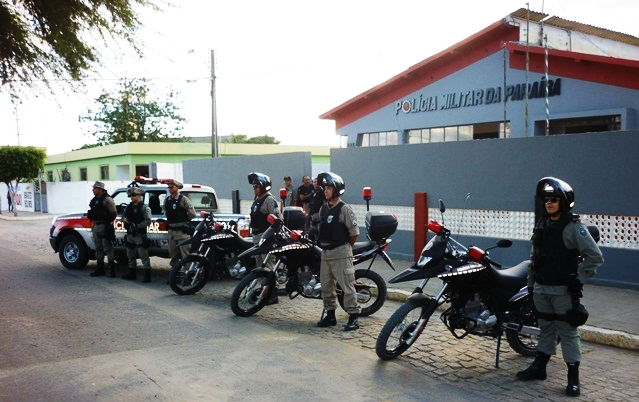
9º Batalhão da Polícia Militar na cidade de Cuité.

- Comando de Policiamento Regional Metropolitano - Sede em: João Pessoa
- 1º Batalhão de Polícia Militar - João Pessoa
- 5º Batalhão de Polícia Militar - João Pessoa
- 7º Batalhão de Polícia Militar - Santa Rita
- 1ª Companhia Independente de Polícia Militar - Alhandra
- 2ª Companhia Independente de Polícia Militar - Mamanguape
- 4ª Companhia Independente de Polícia Militar  - Bayeux
- 6ª Companhia Independente de Polícia Militar - Cabedelo

- Comando de Policiamento Regional I (Agreste) - Sede em: Campina Grande
- 2º Batalhão de Polícia Militar - Campina Grande
- 4º Batalhão de Polícia Militar - Guarabira
- 8º Batalhão de Polícia Militar - Itabaiana
- 9º Batalhão de Polícia Militar - Cuité
- 10º Batalhão de Polícia Militar - Campina Grande
- 11º Batalhão de Polícia Militar - Monteiro
- 15º Batalhão de Polícia Militar - Esperança (Paraíba)
- 3ª Companhia Independente de Polícia Militar - Queimadas
- 7ª Companhia Independente de Polícia Militar - Solânea

- Comando de Policiamento Regional II (Sertão) - Sede em: Patos
- 3º Batalhão de Polícia Militar - Patos
- 6º Batalhão de Polícia Militar - Cajazeiras
- 12º Batalhão de Polícia Militar - Catolé do Rocha
- 13º Batalhão de Polícia Militar - Itaporanga
- 14º Batalhão de Polícia Militar - Sousa
- 5ª Companhia Independente de Polícia Militar - Princesa Isabel

### Unidades Especializadas
- Batalhão de Operações Policiais Especiais - BOPE
- Grupamento Especializado de Operações em Área de Caatinga - GEOsAC
- Batalhão de Polícia de Trânsito - BPTRAN
- Batalhão Especializado em Policiamento com Motocicletas - BEPMOTOS
- Batalhão de Policia Ambiental - BPAmb
- Regimento de Polícia Montada - RPMon
- Companhia Especializada em Apoio ao Turista - CEATUR
- Força Reginal - FR